# Mile Lajos
Mile Lajos (Debrecen, 1958. december 14. –) Magyarország kolozsvári főkonzulja, volt országgyűlési képviselő, a Lehet Más a Politika egykori parlamenti frakcióvezető-helyettese. Részt vett – a maga idején – az MDF, az SZDSZ, a Fidesz, az MDNP és az LMP megalakulásában.

## Életpályája
A Szatmár megyei Kisnaményban nőtt fel. Az általános iskola felső tagozatát Jánkmajtison végezte, majd a debreceni KLTE Gyakorló Gimnáziumában érettségizett. 1983-ban a KLTE magyar-francia szakán szerzett diplomát, majd több helyen tanított. Megházasodott, majd Miskolcra került, ahol szintén tanított, később egy múzeumban irodalomtörténészként dolgozott. Kritikákat, recenziókat írt és itt kezdett politizálni.
A nyolcvanas évek vége felé részt vett a Magyar Demokrata Fórum, az SZDSZ és a Fidesz megalapításában is, lapot szerkesztett, részt vett a helyi ellenzéki kerekasztal szervezésében. Az 1990-es választáson az MDF országgyűlési képviselőjének választották. Ekkor elvált, majd újra megnősült, először Kistokajba, majd Budapestre költözött. Az Országgyűlésben a Honvédelmi Bizottságban, majd a Kulturális Bizottságban dolgozott. Az MDF nemzeti liberális csoportjában vett részt, az MDF kettészakadásakor az újonnan alakuló Magyar Demokrata Néppárt alapítója és országos alelnöke lett.
Az 1994-es választási vereség után négy évig tagja volt a Borsod-Abaúj-Zemplén megyei közgyűlésnek, majd 1998-ban felhagyott az aktív közéleti tevékenységgel. Cikkeket írt a Magyar Hírlapba, a Népszabadságba, az internetes Zóna című magazinba. Jelenleg is Kistokajban él, három fia van. Elvégzett a helyi egyetem közgazdasági karán egy másoddiplomás kurzust, okleveles Európa szakértő. Az Országos Fordító és Fordításhitelesítő Iroda (OFFI) regionális irodáját vezeti.
A Lehet Más a Politika (LMP) párt alapító tagja, a párt 2009-es európai parlamenti választási listáján a 6. helyen szerepelt, a 2010-es országgyűlési választáson pedig az országos lista 4. helyén jelölték; második mandátumát is innen szerezte. A párt indulása óta tagja volt az LMP irányító testületének, a választmánynak, amelyből parlamentbe kerülése után kimaradt. A parlamenti LMP-frakció egyik helyettesének választották meg.
A 2010-2014-ig tartó parlamenti ciklusban tagja volt a Nemzeti Összetartozás Bizottságának, és az Európai Ügyek Bizottságának alelnökeként is foglalkozott szomszédságpolitikai kérdésekkel, a nemzeti érdekérvényesítés lehetőségeivel. Folyamatosan részt vett a MÁÉRT értekezletein, dolgozott a KMKF plenáris ülésein és munkacsoportjaiban, tagja volt az Alapítvány a Magyar Nemzeti Közösségek Európai Érdekképviseletéért kuratóriumának is. 2014-től Magyarország kolozsvári főkonzulja.

## Művei
- Saját bőr (rendszerváltó történetek), 2009